# Jefferson Starship
Jefferson Starship je americká rocková skupina, která vznikla na začátku sedmdesátých let 20. století a největší popularity dosáhla během osmdesátých let. Skupina vznikla ze skupiny Jefferson Airplane.

## Diskografie
- Dragon Fly (1974)
- Red Octopus (1975)
- Spitfire (1976)
- Earth (1978)
- Freedom at Point Zero (1979)
- Modern Times (1981)
- Winds of Change (1982)
- Nuclear Furniture (1984)
- Windows of Heaven (1998)
- Jefferson's Tree of Liberty (2008)